# Espadaña (arquitectura)

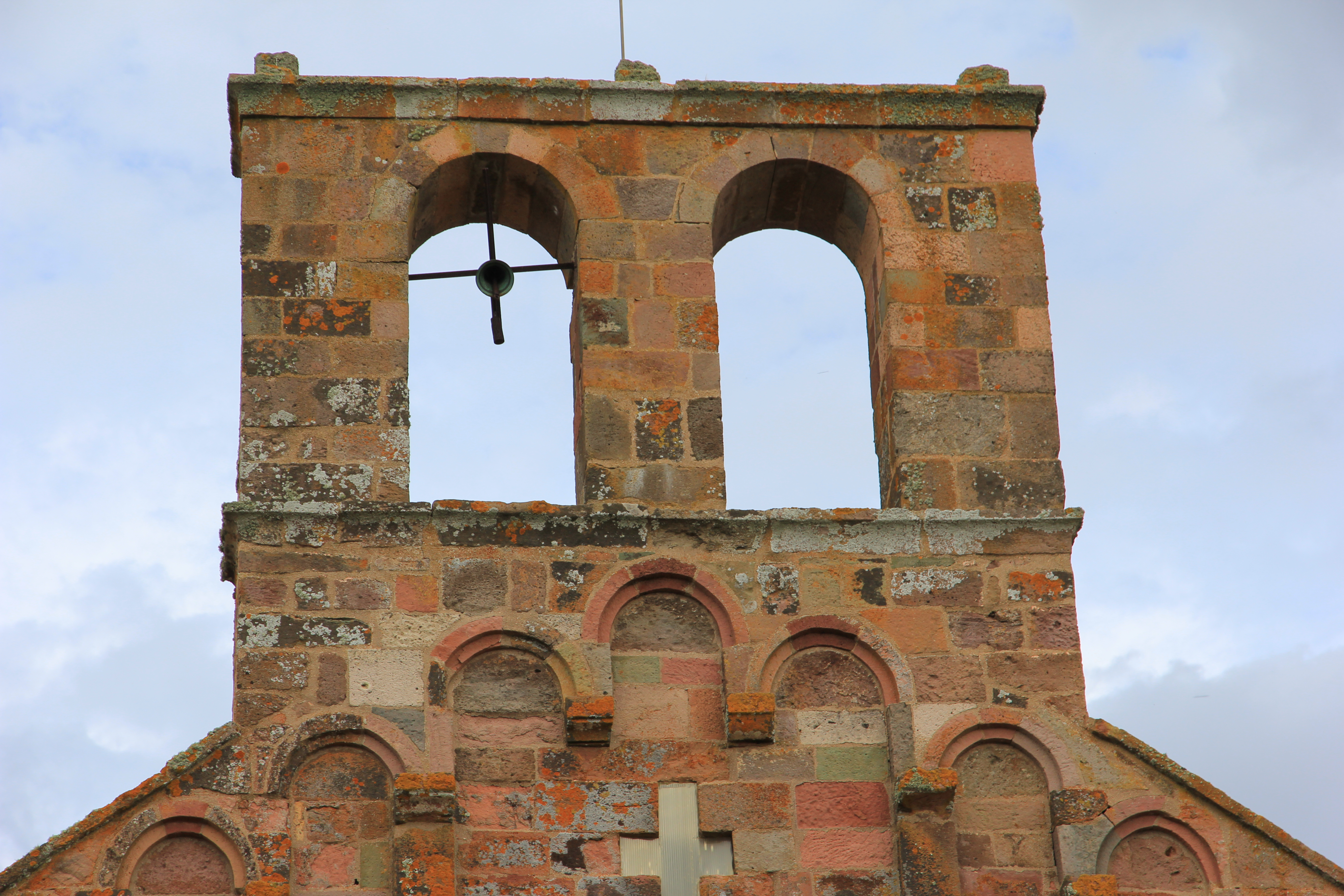
Espadaña en Cerdeña (Italia)

La espadaña (del latín spatha, espada) es una estructura mural que se prolonga verticalmente, sobresaliendo del resto de la edificación, y suele acabar en un pináculo. Puede disponer de uno o más vanos para albergar campanas, formando parte de algunas iglesias, donde hace funciones de campanario o campanil, diferenciándose de estos en que su acceso no se alberga en el interior.
También se puede encontrar en otros tipos de construcciones, como la espadaña de la Puerta del Carmen en la muralla de Ávila, o en edificaciones civiles, blasonada con escudos alegóricos.
Ya en el románico se daban en Europa estas estructuras, si bien se optaba en general por construcciones más complejas. La tradición franciscana imponía la construcción de estos elementos arquitectónicos, salvo escasísimas excepciones, para alejarse de la ostentación que significaba un campanario en sus comunidades.

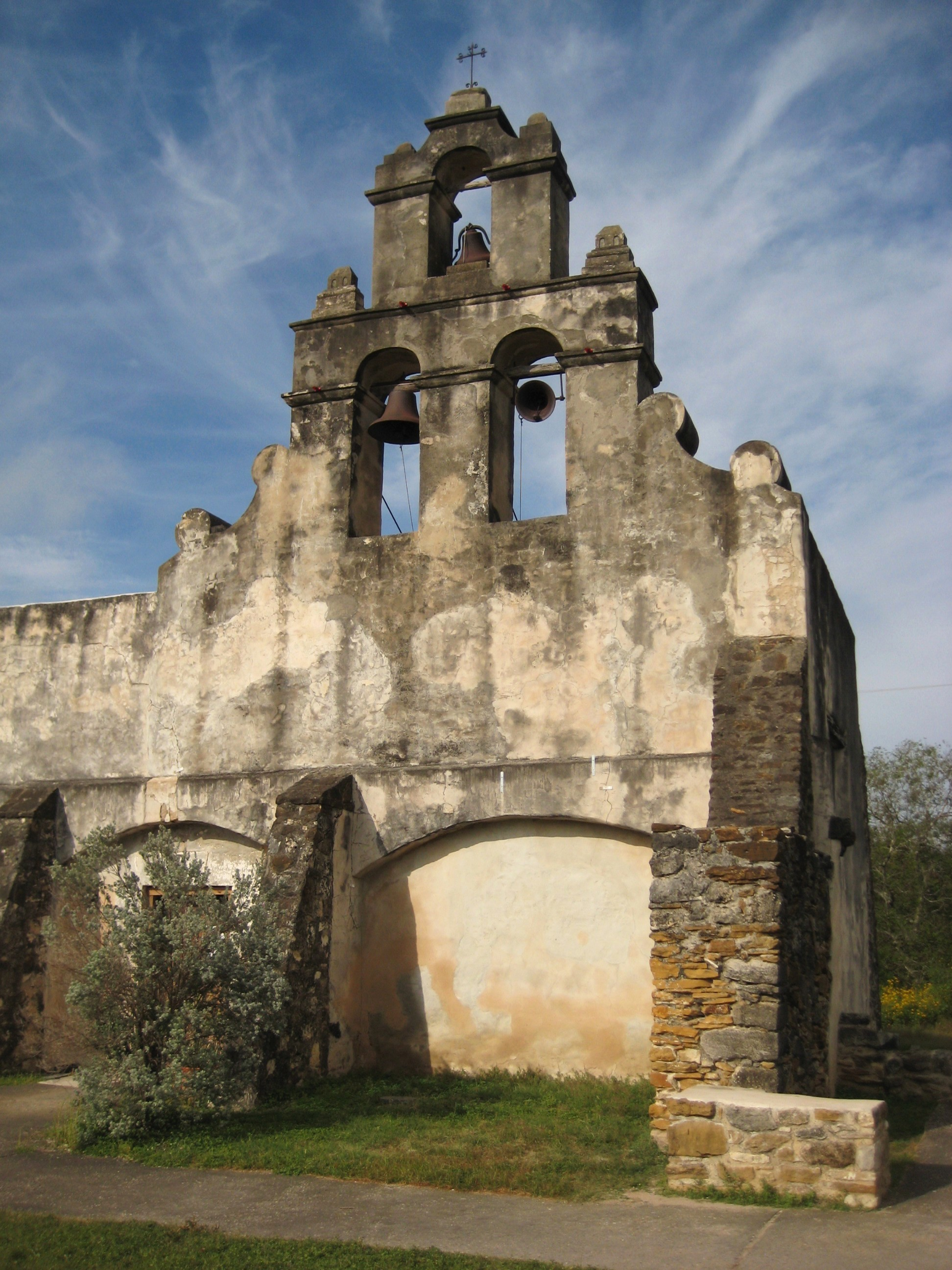
Espadaña en San Antonio (Estados Unidos)
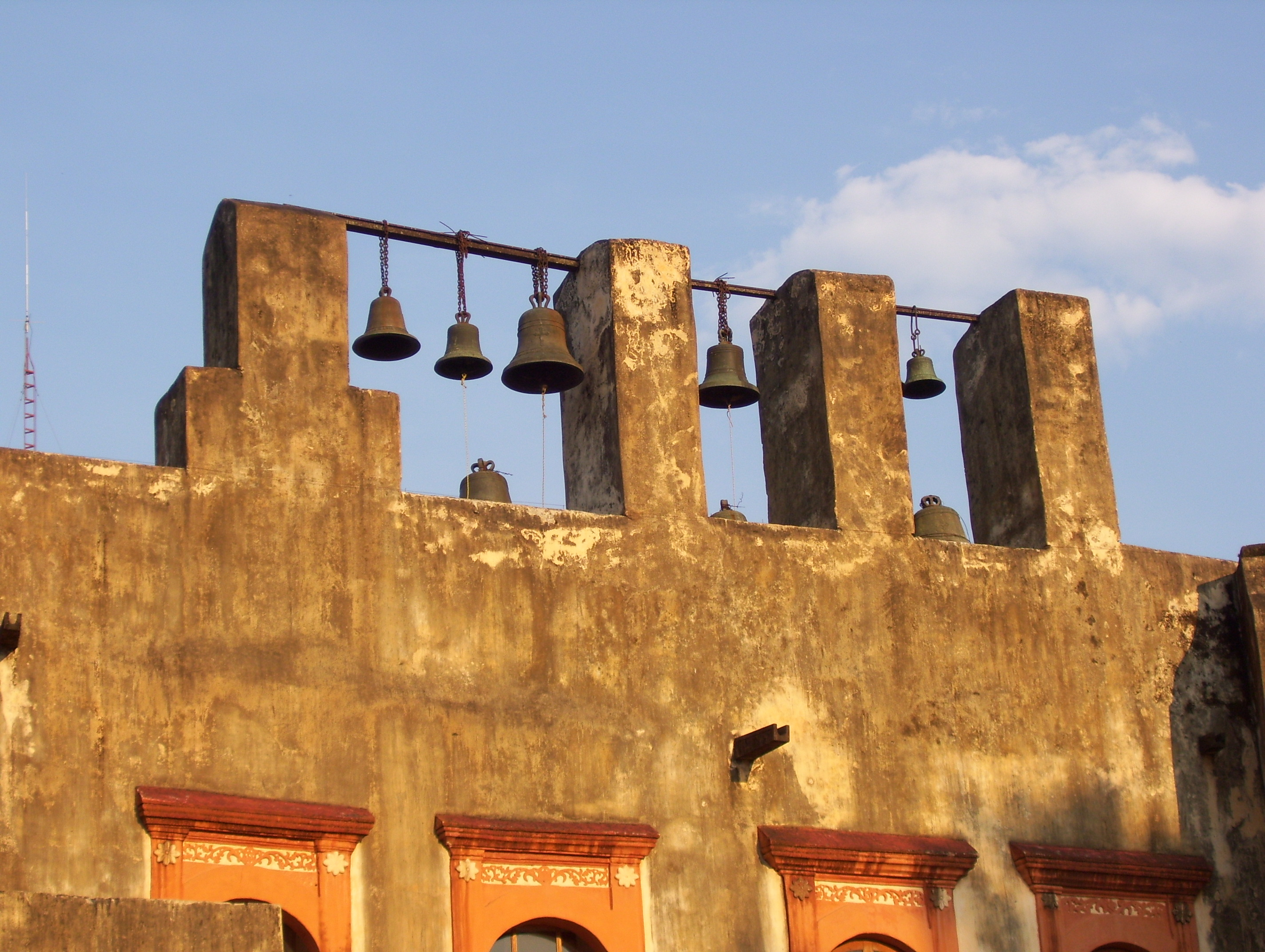
Espadaña en San Luis Potosí (México)
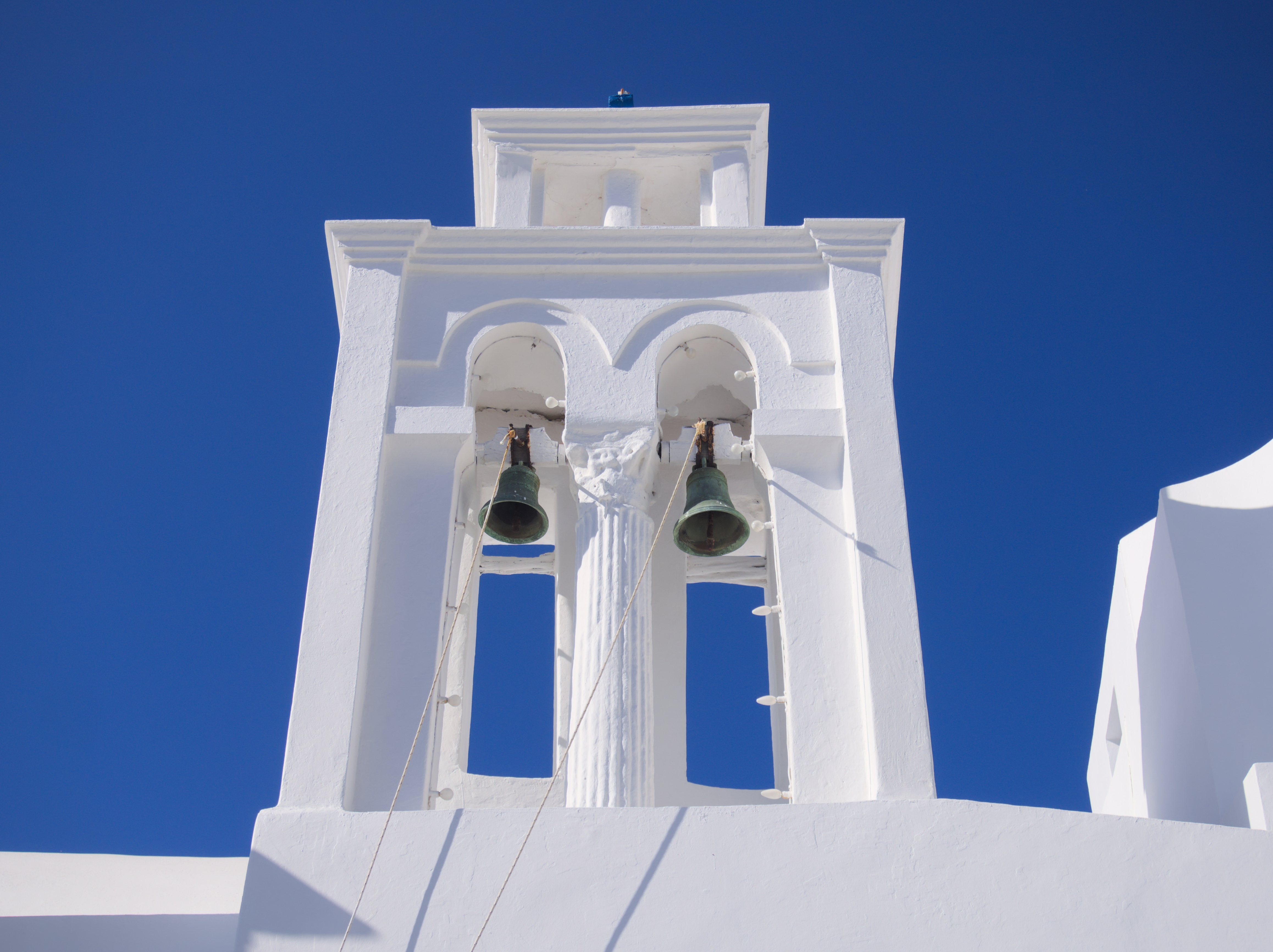
Espadaña en Serifos (Grecia)
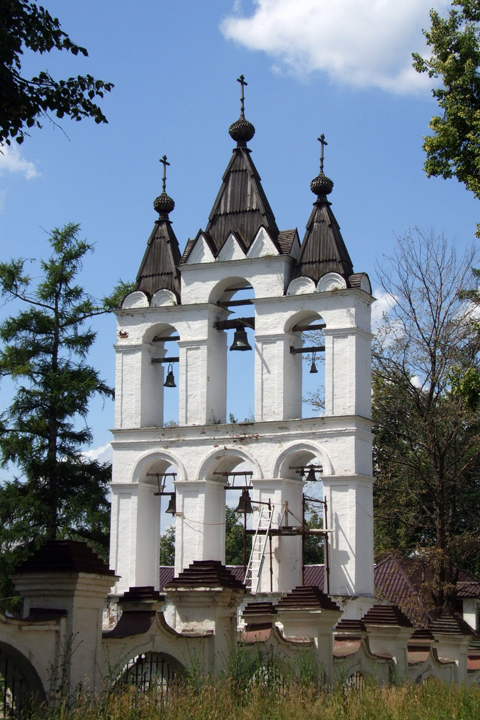
Espadaña (Rusia)
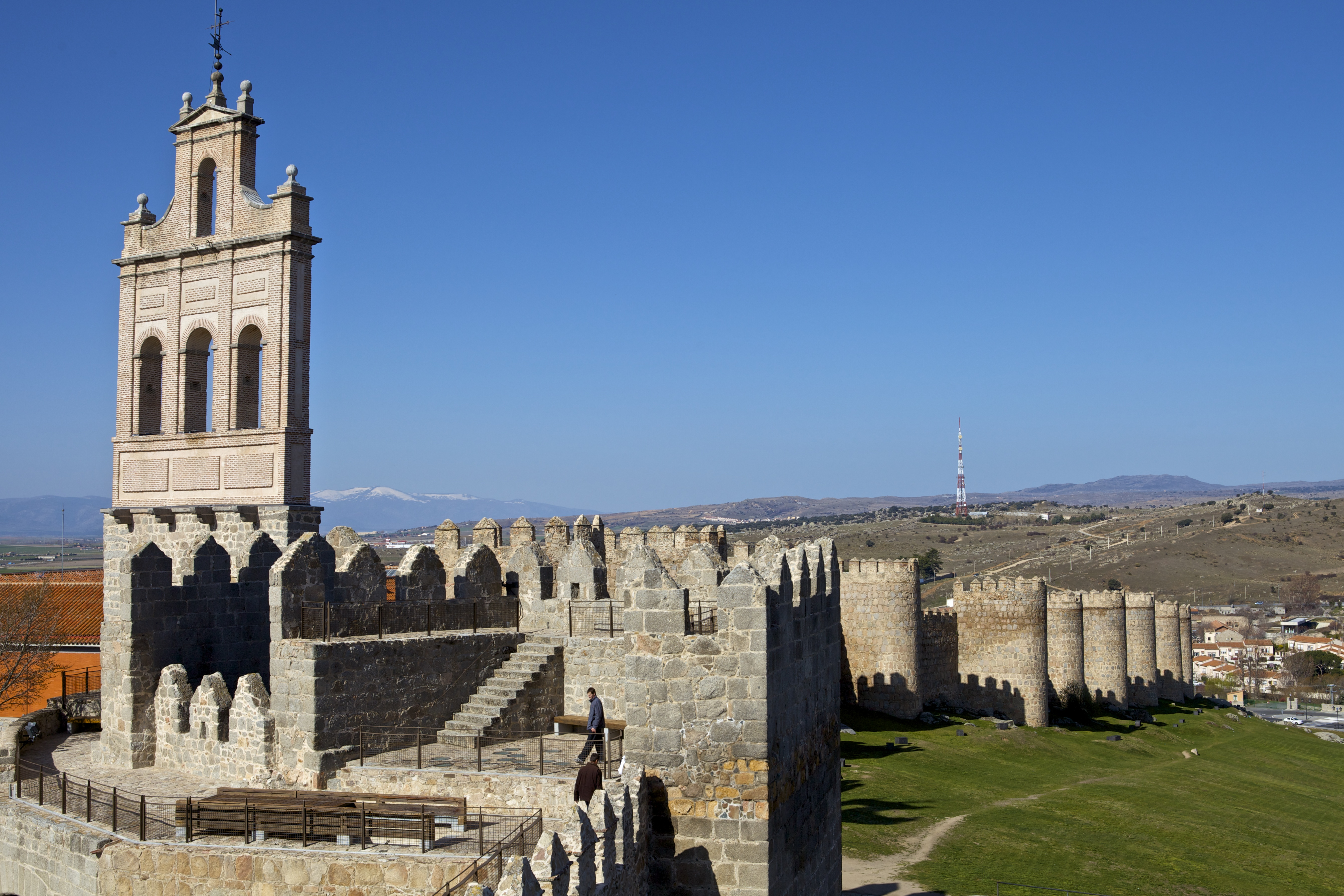
Espadaña del Carmen en Ávila (España)
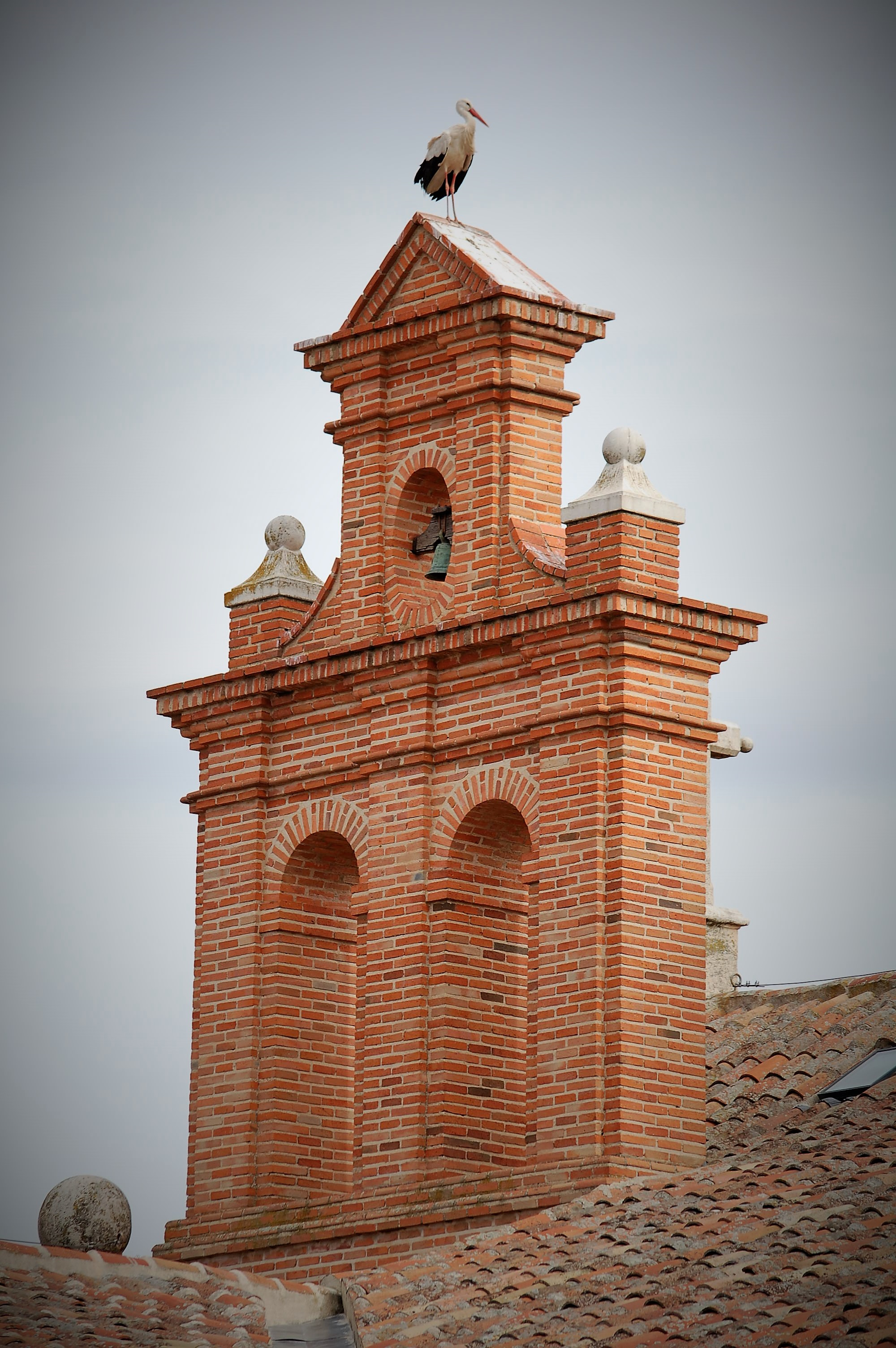
Espadaña en Alcalá de Henares (España)
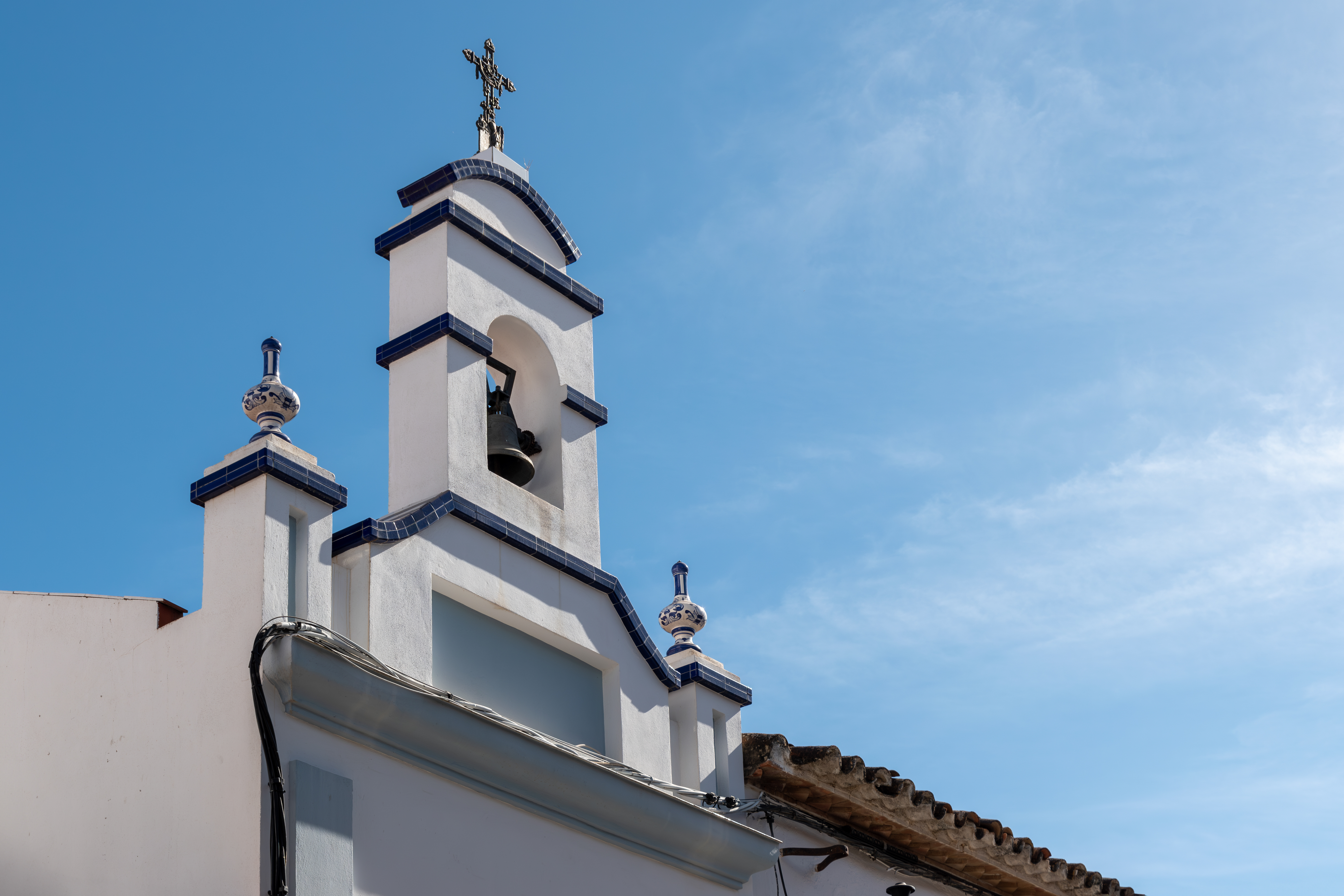
Espadaña de la Capilla de la Santa Cruz de la Calle Las Huertas en Rociana del Condado.